# Balatonvilágos
Balatonvilágos ist eine ungarische Gemeinde im Kreis Siófok im Komitat Somogy. Sie befindet sich am östlichen Ufer des Balaton zwischen Siófok und Balatonkenese.

## Geschichte
1961 wurde Balatonvilágos aus Balatonfőkajár als selbständige Gemeinde ausgegliedert. Zum 1. Januar 2013 wechselte die Gemeinde vom Kleingebiet Balatonalmádi im Komitat Veszprém zum Kreis Siófok im Komitat Somogy.

## Gemeindepartnerschaft
- Teleac (Harghita), Rumänien

## Sehenswürdigkeiten
- II. Rákóczi Ferenc-Denkmal, erschaffen von Sándor Krisztiáni
- Brunnen Szent István és Gizella, erschaffen von Gizella Péterfy
- Géza-Mészöly-Denkmal, erschaffen 1954 von Tibor Farkas
- Petőfi-Denkmal
- Reformierte Kirche, erbaut 1937–1938
- Römisch-katholische Kapelle Magyarok Nagyasszonya
- Skulptur Ülő lány (Sitzendes Mädchen), erschaffen von Frigyes Matzon
- Statue Mécsestartó nő (Lebensgroße weibliche Figur aus Bronzeguss auf einem hohen Sandsteinsockel)

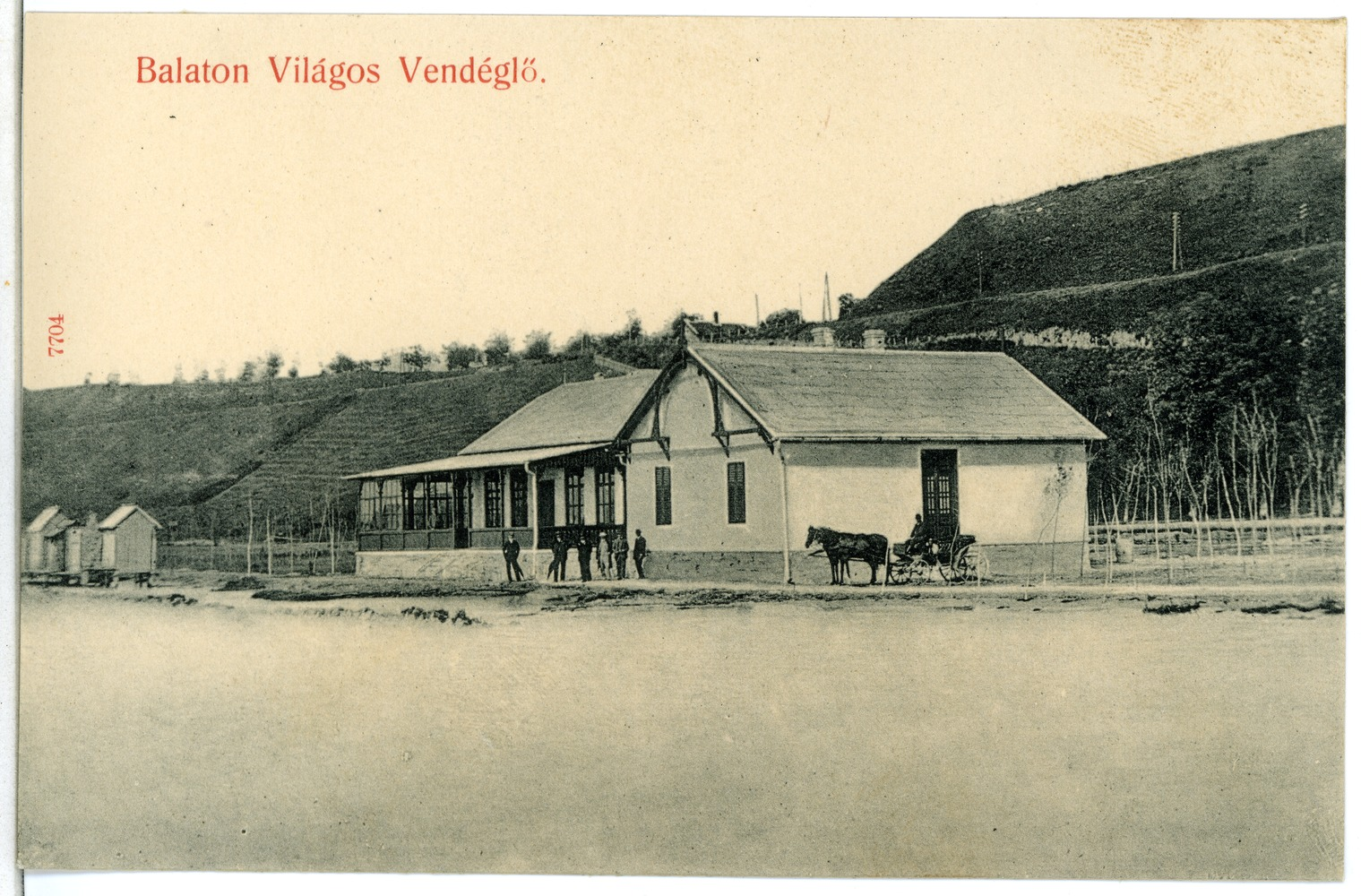
Gaststätte in Balaton-Vilagos (1906)
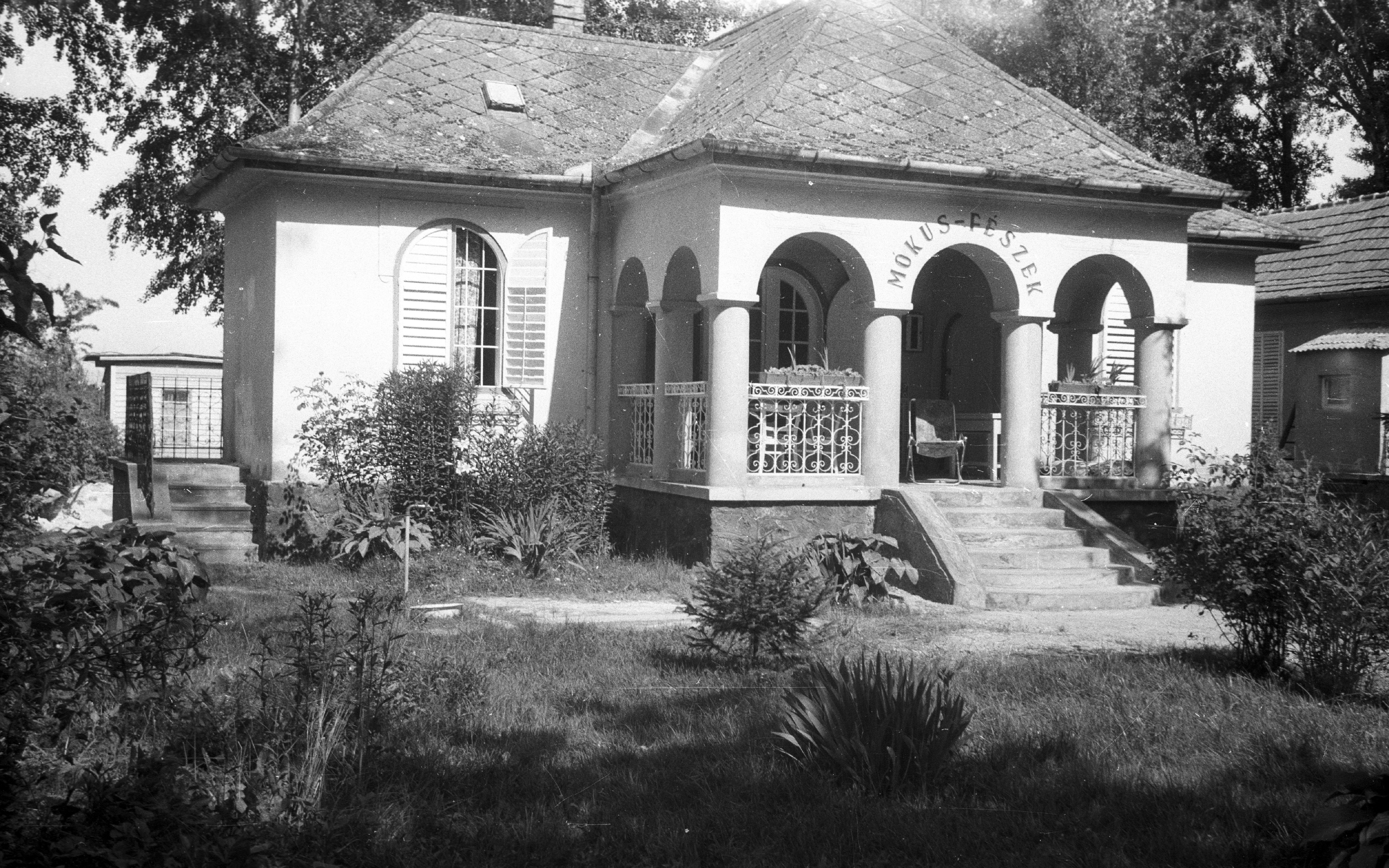
Mókus-Fészek-Ferienhaus (1967)
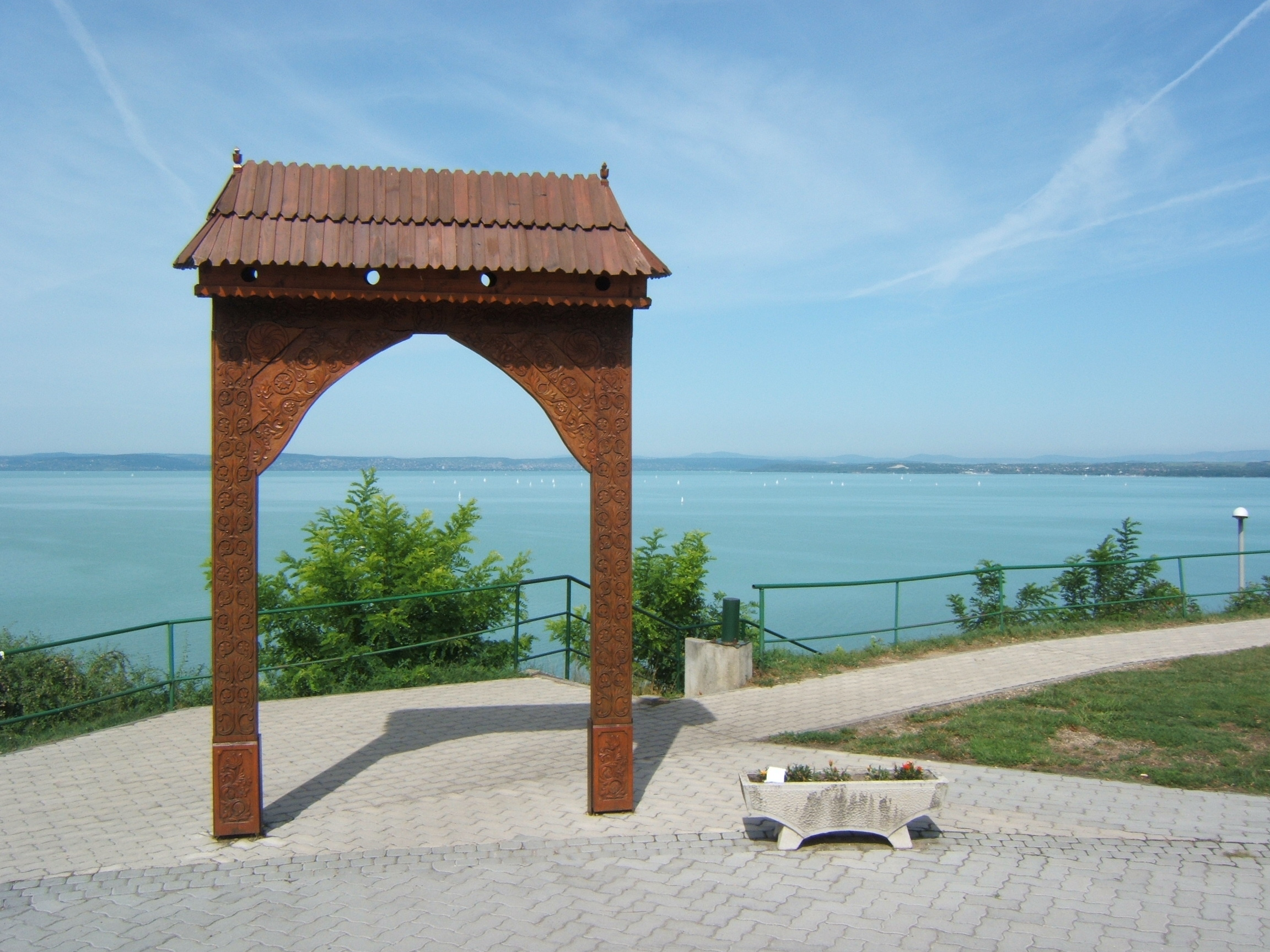
Aussichtspunkt in Balatonvilágos
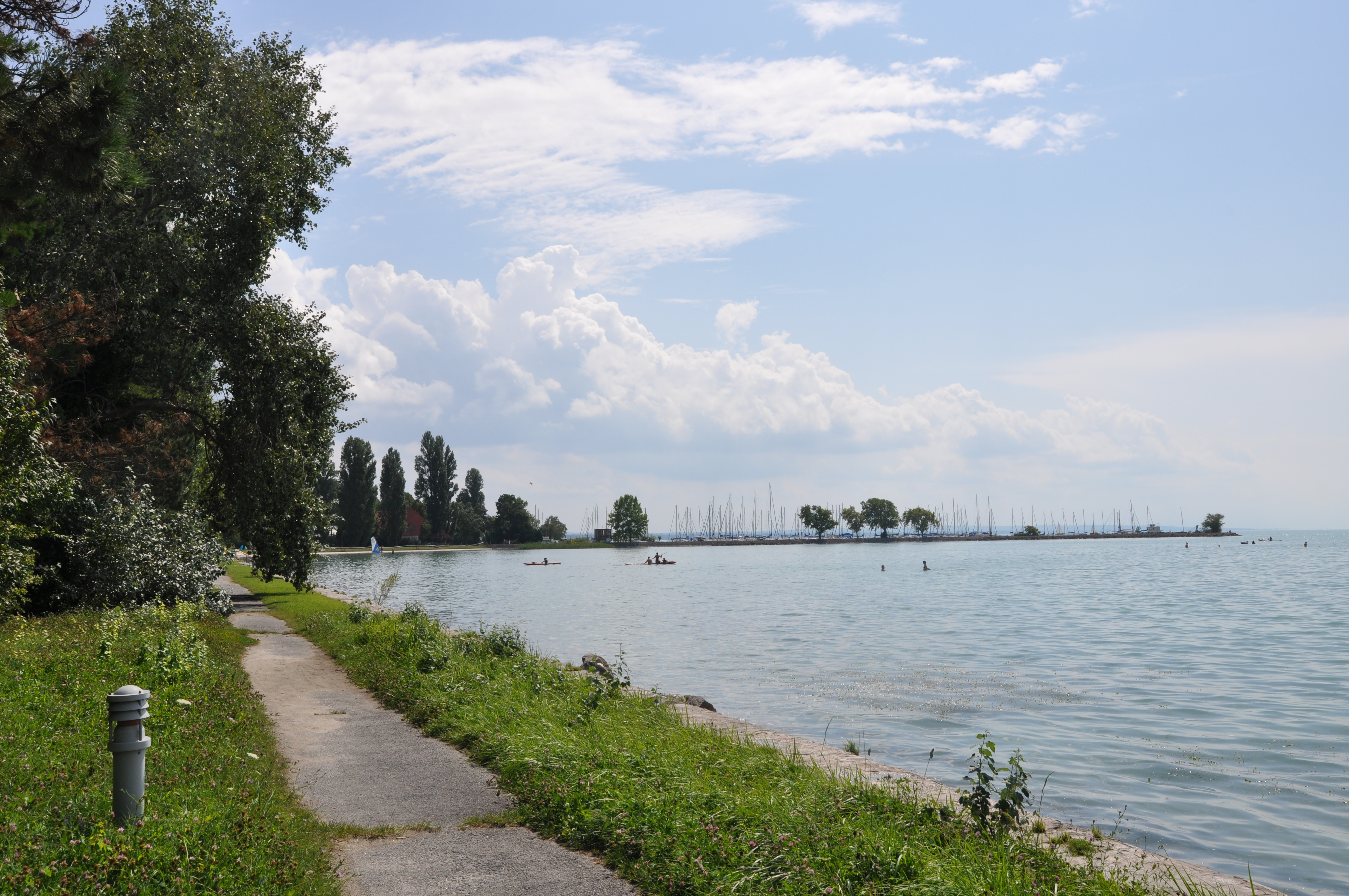
Balatonufer im Ortsteil Balatonliga
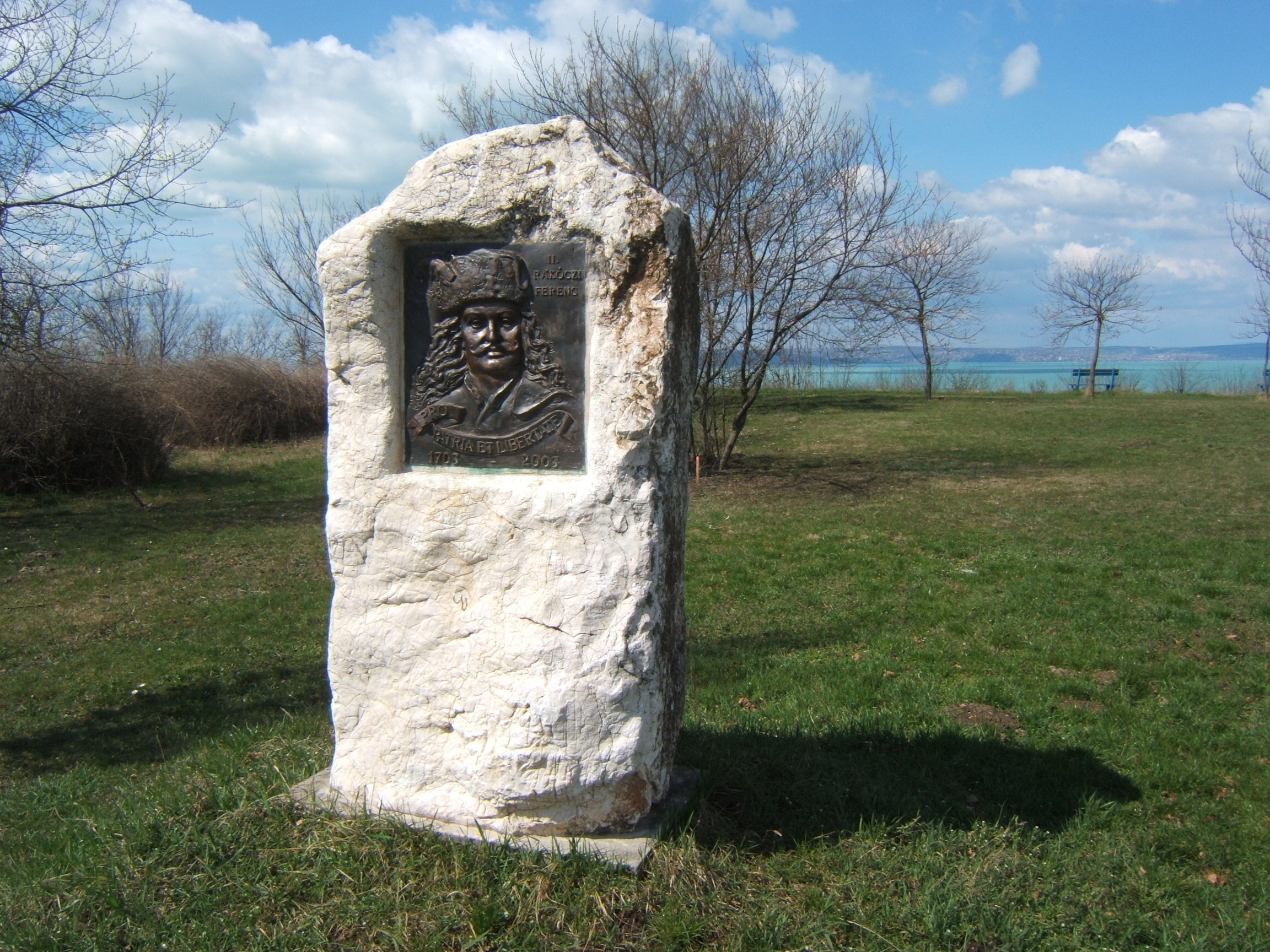
Rákóczi-Denkmal

## Verkehr
Die Gemeinde ist angebunden an die Eisenbahnstrecke von Siófok nach Székesfehérvár. Durch den Ort führt die Landstraße Nr. 7118, die Autobahn M7 verläuft östlich der Gemeinde. Außerdem besteht eine Schiffsverbindung auf dem Balaton nach Balatonkenese.